# 蕨城
蕨城（わらびじょう）は、埼玉県蕨市（武蔵国足立郡）にあった日本の城。南北朝時代に室町幕府の渋川氏によって築城された。埼玉県指定旧跡。

## 概要
南北朝時代に足利氏一門の渋川義行によって築城され、曾孫の渋川義鏡が古河公方に対抗するための拠点とした。
周囲を沼と深田に囲まれた微高地上に築城された平城で、幅約11.8メートルの囲掘と幅約8.2メートルの土塁をめぐらし堀の内側の面積は約12200平方メートルとなっており、南側には同様の堀と土塁をめぐらせた約21650平方メートルの外輪地があり二郭を形成していた。
弘化3年（1846年）頃のものと伝えられる「蕨御殿の図」では主郭の南側に虎口と馬出しの存在が認められ、これらは外郭と同時期に渋川義鏡によって加えられたものと考えられる。
戦国時代には扇谷上杉氏と後北条氏の境界線に位置したため、扇谷上杉氏にとっては江戸城奪回のための拠点となり、後北条氏にとっては川越城攻略の足がかりとなり、しばしば所属する勢力が入れ替わった。
現在は本丸跡地が県の旧跡に指定され、蕨城址公園として整備されている。

## 歴史・沿革

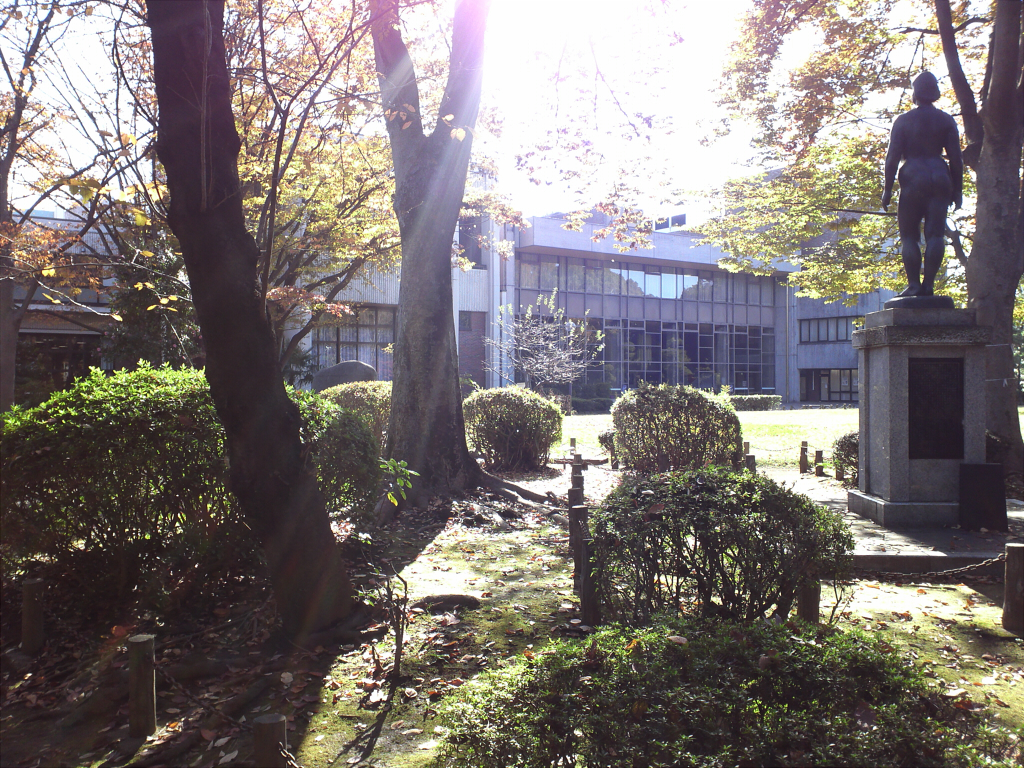
城址公園と市民会館

### 戦国時代
- 1457年（長禄元年）- 享徳の乱によって起こった関東地方の騒乱を収拾させるために、第8代将軍足利義政は関東探題として渋川義鏡を関東へ下向させる。義鏡は蕨城を拠点に兵を募ったが、蕨のある足立郡は大半が古河公方の勢力範囲となっていたために募兵は難航した。
- 1462年（寛正3年）- 扇谷上杉氏と対立した義鏡が失脚したため、蕨城は管領と同格である御一家渋川氏の居城でありながら事実上は扇谷上杉氏傘下の城となる。
- 1476年（文明8年）- 長尾景春の乱の際には蕨城の近隣にある石神井城主の豊島泰経をはじめとした武蔵国の国人衆が長尾景春に呼応したが、渋川義鏡は扇谷上杉方に残り太田道灌とともに用土原の戦い等に参加していたと見られる。
- 1524年（大永4年）- 蕨城は義鏡の子渋川義堯が継いでいたが、武蔵に侵攻した北条氏綱によって陥落させられる。
- 1526年（大永6年）- 真里谷恕鑑と里見義豊の助力を得た上杉朝興が北条勢を破り、蕨城を奪回する。
- 1546年（天文15年）- 北条氏康が上杉朝定を河越城の戦いで破り、渋川義堯は後北条氏麾下に入る。
- 1567年（永禄10年）- 三船山合戦で義堯の子渋川義基が討死すると蕨渋川氏は断絶し、一族郎党は散り散りとなり、残った者もその多くが帰農した。またこの時、義基の夫人はその死を嘆き榛名湖に入水したとされる。

### 江戸時代以降
- 城主不在のまま廃城となった蕨城は江戸時代になると徳川家の鷹狩用の御殿として再利用された。
- 交通の要衝であった蕨は戦国時代には城下で六斎市が開かれており、中山道が整備されると宿場町として再び栄えた。
- 1816年（文化13年）- 家臣団の子孫らによって渋川義基と夫人の250年忌を期し、蕨城近郊の宝樹院に渋川公墓所が造立される。

### 現代
- 周辺の都市開発が進んだため「御所跡枡形」「要害」「高山』｢堀の内」「防止」といった名称を残すのみで、掘と水濠の一部分をのぞいて痕跡を見ることはできない。
- 1925年（大正14年）3月 - 埼玉県指定史蹟に指定される。
- 1961年（昭和36年）4月 - 埼玉県指定旧跡に指定される。
- 1974年（昭和49年）- 市制15周年記念事業として、蕨城址公園と蕨市民会館が建設された。

## その他
- 城址公園と隣接して和楽備神社（わらびじんじゃ）があり、これに城址公園と市民会館を合わせたものが蕨城のかつての本丸跡地であったと推定されている。
- 和楽備神社は、社伝によると渋川氏が蕨城の守り神として八幡大神を奉斎したのがはじまりであるという。
- 三船山合戦の際の後に蕨を離れた者の中には渋川氏の重臣板倉頼重がおり、板倉家宗家初代の板倉勝重はその孫にあたる。
- 榛名湖に身を投げた渋川義基の夫人は龍神となり、榛名神社に雨乞いに行くと蕨で雨が降るという龍體院伝説が生まれた。このため蕨では昭和初期まで榛名湖を往復する雨乞いの行事が行われていた。
- 渋川氏は三船山合戦で里見氏に討たれて断絶したと伝えられてきたが、里見氏で発生した正木憲時の乱の際に渋川氏が正木方に寝返ったとする文書が存在している。また、後北条氏が同格の吉良氏のように渋川氏を遇したことを示す証拠が存在しない（当時の関東地方ではこうした権威が一定の効力を有していた）。このため、蕨城の渋川氏は後北条氏に蕨城を奪われた後に安房国に逃れて里見氏の客将になったとする長年の伝承とは正反対の新説が登場している[3]。

## 現地情報

### 所在地
- 埼玉県蕨市中央4-21

### アクセス
- 東日本旅客鉄道（JR東日本）京浜東北線蕨駅から0.7キロメートル（徒歩10分）